# Zollamtssteg
Le Zollamtssteg est un pont de Vienne sur la rivière du même nom entre les arrondissements d'Innere Stadt et de Landstrasse.

## Géographie
Le pont relie la Schallautzerstraße, face à l'ancien ministère de la guerre, à la Vorderen Zollamtsstraße, où se trouve la Hauptzollamt. Juste en dessous du Zollamtssteg piétonnier, le Zollamtsbrücke permet le passage de la ligne U4 du métro.

## Histoire
Jusqu'en 1868, il existe une passerelle en bois. Dans le cadre de la régulation de la Vienne et l'édification de la Stadtbahn, on bâtit en 1900 un pont en acier conçu par les architectes Josef Hackhofer et Friedrich Ohmann ; Waagner-Biro (de) est le maître d'œuvre. On bâtit dans le temps le Zollamtsbrücke. Le Hauptzollamt sera détruit lors de la Seconde Guerre mondiale.
De juillet à décembre 2008, le Zollamtssteg est réaménagé. Un revêtement bitumineux remplace les planches de bois, pour permettre notamment un accès aux personnes à mobilité réduite.
On peut voir le Zollamtssteg dans le film Before Sunrise.

## Source de la traduction
- (de) Cet article est partiellement ou en totalité issu de l’article de Wikipédia en allemand intitulé « Zollamtssteg » (voir la liste des auteurs).